# 山芳製菓
山芳製菓株式会社（やまよしせいか）は、埼玉県川口市に本社、兵庫県朝来市に本店を置く日本のスナック菓子のメーカー。

## 概要
ポテトチップスを主力商品としており、看板ヒット商品は『わさビーフ』。ポテトチップスは「塩味」や「コンソメ味」などの一般的な味よりも変り種、色物と呼ばれる味の開発に力を入れており、過去に販売されたことのある代表的な製品には「ほたてバター味」「納豆味」「イカスミ味」「タン塩レモン風味」などがある。

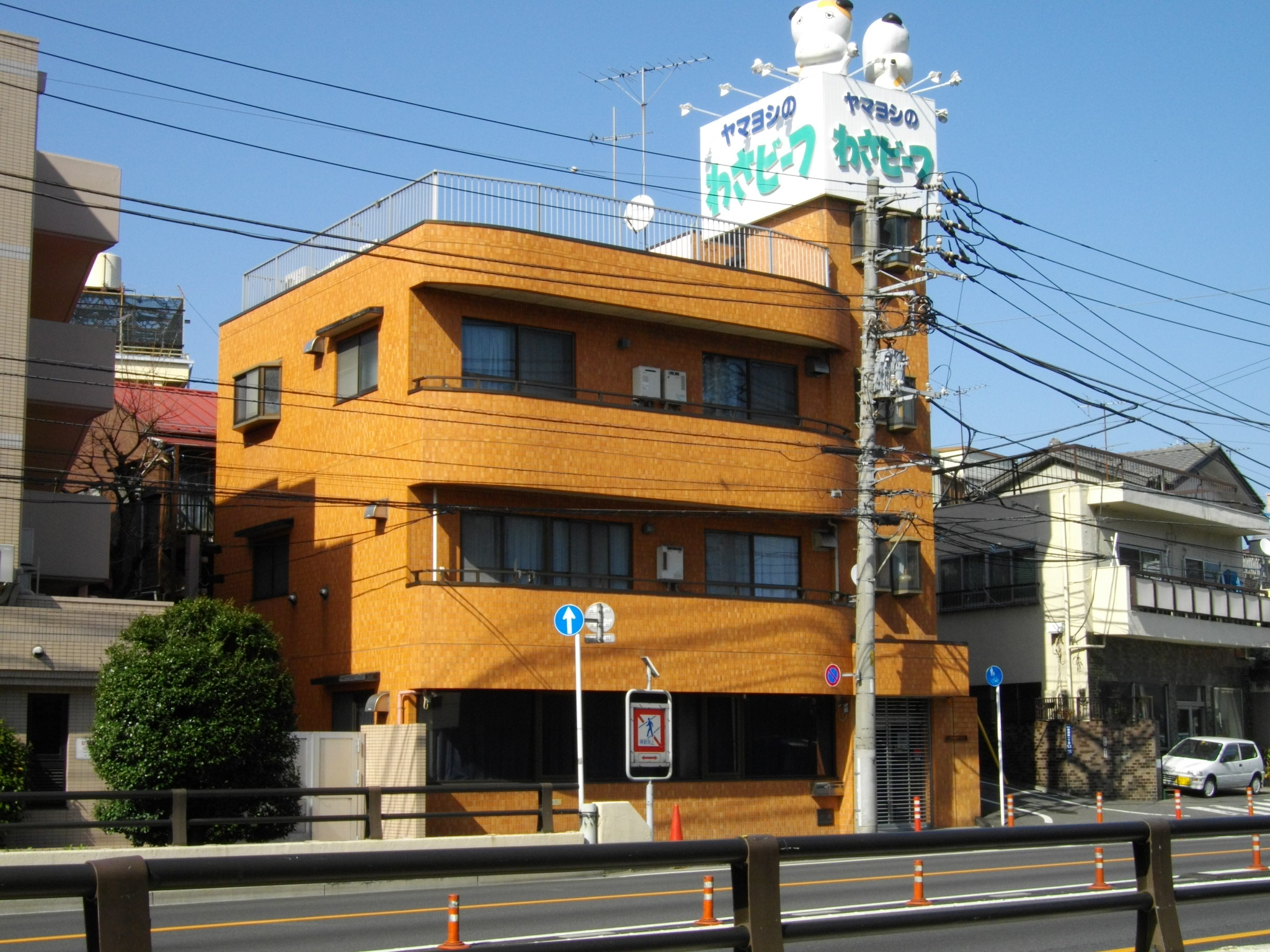
わさっち撤去前（2010年）

本社の屋上には『わさビーフ』の看板と、西野亮廣（キングコング）がデザインした同製品及び同社のマスコットキャラクター「わさぎゅ〜」の人形があり、環七通り（東京都道318号環状七号線）や東武東上線の車窓からも見ることができる。『わさビーフ』のマスコットキャラクターが「わさっち」（わしゃビーフから改名）から変更される前は、看板の上に「わさっち」の人形が設置されていたが、2020年12月12日より現在の設置状況になった。
1993年（平成5年）には、ニッポン放送の番組『浅草キッドの奇跡を呼ぶラジオ』でリスナーからアイデアを募り、『ガキのたね』という商品を販売したことがある。
2008年（平成20年）10月24日から2014年（平成26年）6月30日まで、声優の桑谷夏子と斎藤千和をパーソナリティに起用したインターネットラジオ番組『夏子と千和のツンピリラヂヲ』を配信していた（AM地上波のABCラジオ・文化放送・CBCラジオでも放送）。
2023年（令和5年）7月25日付でアント・キャピタル・パートナーズ株式会社が運営するアント・ブリッジ5号A投資事業有限責任組合と資本業務提携を結んだ。
2024年（令和6年）4月1日付で本社及び本店をそれまでの東京都板橋区から、本社オフィスを埼玉県川口市に、本店を兵庫県朝来市（関西工場内）に移転した。東京都板橋区に現在も本社を置く湖池屋やカルビーなどと同じく東京都城北地区に本拠を置いていたスナック菓子メーカーの一つであった。

## 工場
- 関西工場 - 兵庫県朝来市、製造所固有記号＋YSA
- 株式会社深川フーズファクトリー - 栃木県小山市、製造所固有記号＋YSH
- 埼玉県北葛飾郡杉戸町（2018年1月をもって閉鎖）

## 主な商品
ポテトチップス
- わさビーフ
- わさび抜き!?わさビーフ
- 大人向けわさビーフ
- 大人向け・鷹の爪味
- 濃厚ポタージュ味
- 濃厚コンソメ味
- 濃厚めんたい味
- マヨビーフ　※ 復刻
- 味わいマヨポテト
- 大人の極味･粗挽き黒胡椒味
- ナゲットマスタード味
- 焼肉カルビ味
- 唐揚げ
- 牛タン塩味
- 北海道リッチバター味
- 北海道コクチーズ味
- 沖縄のしお味
- 味付けのりしお味
- ゴルゴンゾーラチーズ味
- キャビア味
- 牛たたきぽん酢味（コンビニ限定）
- てりマヨビーフ　※ 製造終了
- 岩下の新生姜味　※ 岩下食品とのコラボ商品[4]

通販オリジナル商品
- ポテりんとう（500セット限定）
- あつあつPOTATOBOX
- わさビーフMILD
- わさビーフHARD
- わさビーフMAX
- 親子で食べるポテトチップス のりしお味
- 親子で食べるポテトチップス うすしお味
- チリビーフMAX
- わさビーフ・リッチ

## 書籍
- 濵畠太『「わさビーフ」したたかに笑う。 業界3位以下の会社のための商品戦略』(2013年、明日香出版社、ISBN 978-4756916730)